# Anthene fulvus
Anthene fulvus е вид пеперуда от семейство Синевки (Lycaenidae). Видът не е застрашен от изчезване.

## Разпространение и местообитание
Разпространен е в Гана, Камерун, Кот д'Ивоар и Нигерия.
Обитава гористи местности, крайбрежия и плажове.